# 도보이 인종청소
도보이 인종청소 또는 도보이 학살은 보스니아 전쟁 기간인 1992년 5월부터 9월 사이 보스니아 헤르체고비나의 도보이에서 유고슬라비아 인민군(JNA)과 세르브계 준군사조직 세력이 도보이 지역의 보스니아인과 크로아트인에게 행한 살인, 학살, 고의적 말살, 인종청소, 박해 등 여러 전쟁 범죄 행위를 말한다. 1997년 9월 26일, 세르브계 군인 니콜라 요르기치가 독일 뒤셀도르프 고등지방법원에서 열린 도보이에서 30명을 학살한 혐의와 관련된 11개 집단학살 혐의 재판에서 유죄 판결을 받으면서 보스니아인 학살 재판 중 처음으로 유죄 판결이 나왔다. 구유고슬라비아 국제형사법원(ICTY)에서는 도보이 인종청소를 인도에 반한 죄로 간주, 학살에 가담한 세르브인 5명을 기소하였다.
도보이 지역에 거주하고 있던 4만명 이상의 보스니아인 주민 중 보스니아 전쟁 전후까지 남아있던 보스니아인은 천여 명에 불과하다. 사라예보 연구 및 문서화 센터(IDC)에서는 전쟁 중 도보이에서 2,323명이 사망하거나 실종되었다고 추정하고 있다. 이 가운데 학살당한 보스니아인 민간인 322명과 크로아트인 민간인 86명이 포함되어 있다.

## 1992년 도보이 함락
도보이는 보스니아 전쟁 시기 중요한 지역이었다. 전쟁 이전인 1991년 기준 인구 비율은 보스니아인 40.14%(41,164명), 세르브인 38.83%(39,820명), 크로아트인 12.93%(13,264명), 유고슬라브인 5.62%(5,765명), 기타 민족 2.48%(2,536명)으로 섞여 있었다. 도보이 및 인근 마을들은 1992년 5월 보스니아의 세르비아 민주당이 도시 지배권을 차지하면서 세르비아군 지배하로 넘어갔다. 그 뒤 세르브인이 아닌 모든 민간인(특히 보스니아인 및 크로아트인)들은 대량으로 무장해제되고 체포되었다.
1992년 5월 4일, 부코바치케치브치예 마을이 점령되자 마을 주민들은 강제로 추방당했으며 시내의 모스크는 폭발물로 완전히 파괴되었다. 그랍스카 마을은 유고 인민군과 세르브계 민병대의 전차, 지대공 미사일, 박격포의 공격을 받았다. 마을이 함락된 후 포로가 된 마을 주민들은 코스타이니체까지 행진한 후 어린이, 여성, 노인 등을 분리하고 버스로 마을까지 추방한 후 남은 남성들은 수용소로 끌고 갔다.
비세르브계 민간인들의 집과 재산들은 광범위하게 약탈당하고 조직적으로 파괴되기 시작하였으며, 도시 내 모스크는 파괴되었다. 바로 살해되지 않은 비세르브계 민간인들은 주기적으로 구타, 강간, 고문, 극심한 강제노동 등 비인간적인 상황에 처한 채 마을 곳곳에 감금되었다. 그랍스카의 학교와 도보이에서 주스와 잼을 제조하는 보산스카 공장은 강간 캠프(강간 수용소)로 이용되었다. 강간 캠프에는 지역 내 세르브계 민병대, 유고슬라비아 육군, 밀란 마르티치가 지휘하는 크닌의 세르비아 크라이나 공화국 경찰 "마르티체브치", 흰 독수리 준군사 병사들이 이용하였다.
유엔의 조사 결과 도보이의 구 올림픽 경기장 주택 단지에서 보스니아인 및 크로아트인 여성들을 집단 강간하고 있었다고 발표하였다. 세르브계가 아닌 여성 수천명은 조직적으로 강간 및 학대를 당했다. 베오그라드 내외의 버스들은 보스니아계, 크로아트계 여성들을 조직적으로 집단 강간하기 위해 마을의 강간캠프까지 운행하는 여러 셔틀버스를 운용하였다. 이 과정에서 남성들은 집단강간을 위해 지역 민병대에게 돈을 냈으며, 이 자금은 보스니아 지역의 여러 세르브계 준군사조직의 활동자금으로 이용되었다. 이 준군사조직은 유고 인민군(JNA)의 지휘를 받는 등 사실상 인민군의 하위 부대였다. 이렇게 강간캠프에서 학대로 도보이 수용소에서 여러 여성들이 사망하기도 하였다.

## 이후 재판

### ICTY의 재판
구유고슬라비아 국제형사법원(ICTY)은 판결문에서 도보이 지역에서 일어난 세르비아군의 보스니아인 박해(고문, 잔혹한 대우, 비인간적인 행위, 불법 감금, 비인간적인 생활환경 확립 및 강제 영속, 비세르브계 가옥 및 재산에 대한 약탈 및 유용, 제한적이고 차별적인 행정 및 대우), 살인, 강제 추방, 고문 등은 인도에 반한 죄에 해당한다고 결론내렸다.
라도반 카라지치는 도보이를 포함한 보스니아 전역에서 반인륜적 범죄와 전쟁 범죄를 일으킨 혐의로 기소되어 종신형을 선고받았다.
빌랴나 플라브시치와 몸칠로 크라이슈니크는 개별적으로 혹은 다른 이와 협력하여 행동하면서 도보이 지역을 포함한 여러 지역에서 보스니아인 및 크로아트계 보스니아의 국민적, 인종적, 민족적, 종교적 집단을 부분적으로 혹은 전체적으로 파괴할 준비, 계획, 시행을 그 밖의 방법으로 계획, 선동, 명령, 실행하였다는 죄목으로 기소하였으며, 플라브시치는 11년형, 크라이슈니크는 20년형을 선고받았다.
수용소를 책임지는 경찰력에 대한 지휘권을 가지고 있던 전 경찰총장 스토얀 주플랴닌과 스프르스카 공화국의 전 내무장관인 미초 스타니시치는 각각 22년형의 징역형을 선고받았다. 판결문에는 다음과 같이 나왔다.
본 재판소는 스타니시치와 주플랴닌 모두 계획된 세르비아 국가 영토 내의 비세르브계 사람을 영구적으로 제거하러는 공동범죄집단(JCE)에 가담했다는 것이 합리적 의심의 여지 없이 만족하였다고 판결한다.

2011년, 요비차 스타니시치와 프란코 시마토비치가 도보이 지역의 전쟁범죄 혐의로 재판을 받아 1심에서는 둘 다 무죄였으나 2심 심사에서 유죄로 뒤집혔다. 2017년 유엔 국제형사재판소에서 재판을 이어받아 2020년까지 재판중이다.

### 기타 재판
1997년 9월 26일, 니콜라 요르기치가 독일 뒤셀드로프 고등지방법원에서 도보이 지역의 30명이 사망한 사건 등 11건의 대량학살 혐의에 대해 유죄 판결을 받아 보스니아인 학살 재판 중 처음으로 유죄 판결이 나왔다. 하지만, ICTY에서는 대량학살을 일으켰다는 증거가 부족하여 인정할 수 없다고 판결하였다. 1999년 4월 30일 요르기치의 항소심이 독일 연방법원에서 기각되었다. 독일 항소법원에서는 세르브계 보스니아인인 요르기치가 세르비아 지도부의 지원을 받아 현지 보스니아인 주민에 대한 테러 행위에 가담하여 '민족 정화' 정책을 시행하였던 도보이 지역의 준군사조직 지도자로써 책임을 물었다고 판결하였다.

## 같이 보기
- 스레브레니차 학살
- 포차 인종청소

## 참고 문헌
- ICTY (2013). “Prosecutor v. Mićo Stanišić & Stojan Župljanin: PUBLIC JUDGEMENT” (PDF). The Hague: International Criminal Tribunal for the former Yugoslavia. 2019년 6월 19일에 확인함.
- Lawson, Edward H. (1996). 《Encyclopedia of Human Rights》. Taylor & Francis. ISBN 9781560323624.